# Kirchlengern
Kirchlengern é um município da Alemanha localizado no distrito de Herford, região administrativa de Detmold, estado de Renânia do Norte-Vestfália.

## Distritos
O município está dividido em 7 distritos:
1. Häver (1.900 hab.)
2. Kirchlengern (6.051 hab.)
3. Klosterbauerschaft (2.568 hab.)
4. Quernheim (1.549 hab.)
5. Rehmerloh (203 hab.)
6. Stift Quernheim (1.668 hab.)
7. Südlengern (3.154 hab.)